# Ephippiochthonius cabreriensis
Espèce
Synonymes
- Chthonius cabreriensis Mahnert, 1993

Ephippiochthonius cabreriensis est une espèce de pseudoscorpions de la famille des Chthoniidae.

## Distribution
Cette espèce est endémique de l'archipel de Cabrera aux îles Baléares en Espagne,. Elle se rencontre sur l'Illa dels Conills.

## Description
La carapace du mâle holotype mesure 0,31 mm de long sur 0,29 mm.

## Étymologie
Son nom d'espèce, composé de cabrer[a] et du suffixe latin -ensis, « qui vit dans, qui habite », lui a été donné en référence au lieu de sa découverte, Cabrera.

## Publication originale
- Mahnert, 1993 : Pseudoskorpione (Arachnida: Pseudoscorpiones) von Inseln des Mittelmeers und des Atlantiks (Balearen, Kanarische Inseln, Madeira, Ascension), mit vorwiegend subterraner Lebensweise. Revue Suisse de Zoologie, vol. 100, no 4, p. 971-992 (texte intégral).